# Kanton Dijon-2
Dijon-2 is een kanton van het Franse departement Côte-d'Or. Het kanton maakt deel uit van het arrondissement Dijon.

## Gemeenten
Het kanton Dijon-2 omvatte tot 2014 de volgende gemeenten:
- Arc-sur-Tille
- Bressey-sur-Tille
- Chevigny-Saint-Sauveur
- Couternon
- Crimolois
- Dijon (deels, hoofdplaats)
- Quetigny
- Remilly-sur-Tille
- Sennecey-lès-Dijon

Na de herindeling van de kantons bij decreet van 18 februari 2014, met uitwerking op 22 maart 2015, omvat het enkel nog een deel van Dijon.